# Liothorax subaeneus
Liothorax subaeneus är en skalbaggsart som beskrevs av Leconte 1857. Liothorax subaeneus ingår i släktet Liothorax och familjen Aphodiidae. Inga underarter finns listade i Catalogue of Life.